# キミも防災サバイバー!
『キミも防災サバイバー!』（キミもぼうさいサバイバー!）は、NHK Eテレで2023年10月6日からレギュラー放送されている、防災をテーマとした学校放送番組。

## 概要
2021年度をもって終了した『学ぼうBOSAI』に代わる防災教育番組として放送（ただし2024年度のみ『学ぼうBOSAI』の再放送も並行して実施）。
全国各地の一般の小学生・中学生数名が「防災サバイバー候補生」として、身近に潜む災害リスクを紐解き、災害から身を守る方法を模索する。ロケによる体験学習形式が採られているのが特徴である。
番組では「どんな災害が起きても自分の命、他人の命を確実に守る力を持つ者」を「防災サバイバー」と定義している。

## 出演
- 岩井勇気（ハライチ）

防災研究の権威「宗定凱博士」という設定で登場し、ロケ先の「防災サバイバー候補生」たちをナビゲートする。本人が直接登場するのは不定期のスタジオ収録回のみで、それ以外の回は声と静止画アニメーションのみでの出演。

## 放送媒体・時間
いずれも日本時間。
- 2022年度（特集番組扱い）
  - 2023年1月4日（水） 16:40 - 16:50　※File01を先行放送。
- 2023年度（下半期のみ）[2]
  - 本放送：金曜日 9:50 - 10:00　※新作の翌週は前週のリピート放送。
  - 再放送：隔週水曜日 16:40 - 16:50　※新作の翌週に放送。
- 2024年度以降（通年）[3][4]
  - 火曜日 9:50 - 10:00　※2024年度は上半期は前年度のリピート放送、下半期は新規収録分を放送。概ね2 - 3週ごとに更新。2025年度は放送順を見直したうえで不定期に4本の新作を挿入。

## 放送リスト
初回放送順に記載。2024年度制作分まではFileナンバーが初回放送順に付番されていた。しかし、2025年度以降必ずしもこのナンバー順に放送されるわけではなくなったため、同年度以降の追加制作分ではFileナンバーの表記を廃止している。便宜上、追加制作分のFileナンバーは初回放送順の括弧つき記載としている。
2024年度制作分までは、パイロット版でもあるFile01を除き、同一のロケ地で2回分収録している。多くは一つのテーマを2回に分けて取り上げているが、熊本県菊池市の回（File13,14）のように1回ずつ別々のテーマを扱ったケースもある。
| File   | 初回放送日            | サブタイトル                              | 主なロケ先         |
| ------ | --------------------- | ----------------------------------------- | ------------------ |
| 01     | 2023年 1月4日         | 洪水の危機! キミならどうする?             | 三重県津市         |
| 02     | 10月20日              | 噴火の危機! キミならどうする?（前編）     | 長崎県島原市       |
| 03     | 11月8日               | 噴火の危機! キミならどうする?（後編）     | 長崎県島原市       |
| 04     | 11月22日              | 首都直下地震（前編）                      | 東京都墨田区       |
| 05     | 12月6日               | 首都直下地震（後編）                      | 東京都墨田区       |
| 06     | 2024年 1月12日        | あこがれの先輩サバイバー                  | （スタジオ収録回） |
| 07     | 1月26日               | 津波の危機!（前編）                       | 高知県高知市       |
| 08     | 2月9日                | 津波の危機!（後編）                       | 高知県高知市       |
| 09     | 2月28日               | 大雪の危機!（前編）                       | 北海道札幌市       |
| 10     | 3月8日                | 大雪の危機!（後編）                       | 北海道札幌市       |
| 11     | 10月8日               | 台風の危機!（前編）                       | 沖縄県那覇市       |
| 12     | 10月22日              | 台風の危機!（後編）                       | 沖縄県那覇市       |
| 13     | 11月5日               | 猛暑の危機!                               | 熊本県菊池市       |
| 14     | 11月19日              | 落雷の危機!                               | 熊本県菊池市       |
| 15     | 12月3日               | あこがれの先輩サバイバー チリ・メキシコ編 | （スタジオ収録回） |
| 16     | 12月17日              | あこがれの先輩サバイバー 歴史編           | （スタジオ収録回） |
| 17     | 2025年 1月14日        | どこへ避難する?                           | 東京都葛飾区       |
| 18     | 1月28日               | 避難所でどうすごす?                       | 東京都葛飾区       |
| 19     | 2月18日               | 在宅避難を調査せよ!                       | 東京都内           |
| 20     | 3月4日                | 防災キャンプで学べ!                       | 東京都内           |
| （21） | 7月1日                | 大雨に備えよ!                             | 京都府宇治市       |
| （22） | 10月7日（予定）       | 【仮題】応急措置を学べ!                   | （未定）           |
| （23） | 12月9日（予定）       | 【仮題】レッツ防災DIY!                    | （未定）           |
| （24） | 2026年 1月6日（予定） | 【仮題】大災害に備える                    | （未定）           |